# International Commerce Centre
International Commerce Centre (traditionell kinesiska:環球貿易廣場) eller ICC Tower är en skyskrapa i västra Kowloon, Hongkong. Skyskrapan är Hongkongs högsta byggnad, med sina 484 meter och 118 våningar, och färdigställdes 2010.

## Höjd

En förenklad karta av Union Square visar platsen där International Commerce Centre ligger.

Höjden har blivit sänkt från tidigare förslag på grund av regleringarna som förhindrar byggnader att vara högre än de omgivande bergen. Det första förslaget för byggnaden kallades Kowloon Station Phase 7 och var tänkt att vara 102 våningar och 574 meter hög. Dock kommer taket fortfarande nå 484 meter, vilket är högre än One World Trade Center i New York, men lägre än taken på Burj Dubai och Shanghai World Financial Center. Skyskrapan kommer att vara 75 meter högre än Hongkongs nuvarande högsta byggnad, 2 IFC.
Tornet är ritat av det amerikanska arkitektkontoret Kohn Pedersen Fox Associates i samarbete med Wong & Ouyang (HK) Ltd.

## Innehåll
Skyskrapan kommer att innehålla kontor, hotellrum, konferensrum, shoppingcenter och utsiktsplats. Shoppingcentret Elements finns sedan 2007 i byggnadens nedersta våningar. Credit Suisse, Deutsche Bank och Morgan Stanley ska flytta in i ICC. På våning etthundra ska en utsiktsplats finnas. Ett femstjärnigt Ritz-Carlton-hotell kommer att vara innehavare av de femton översta våningarna.

## Galleri

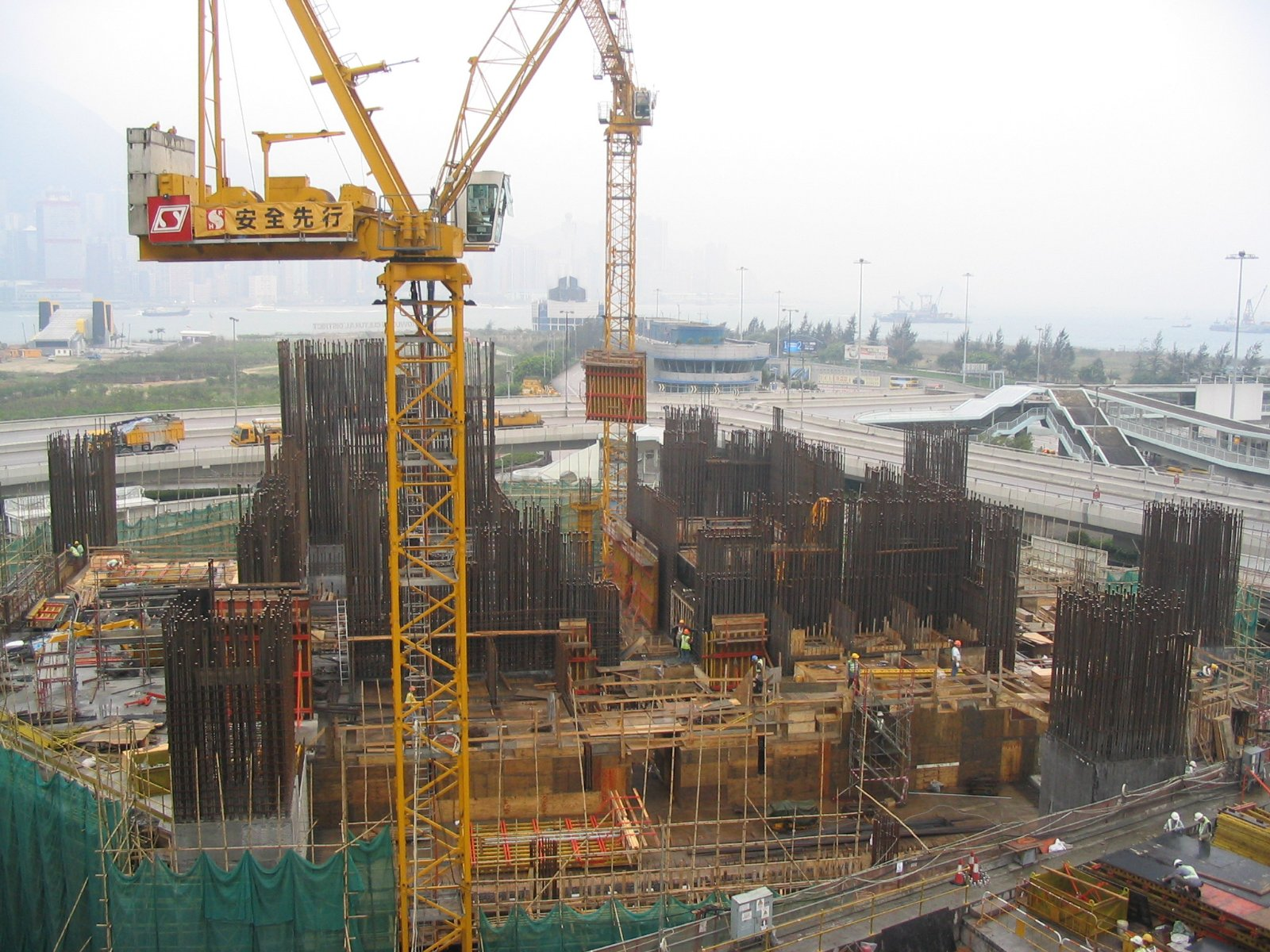
ICC under konstruktion, april 2005
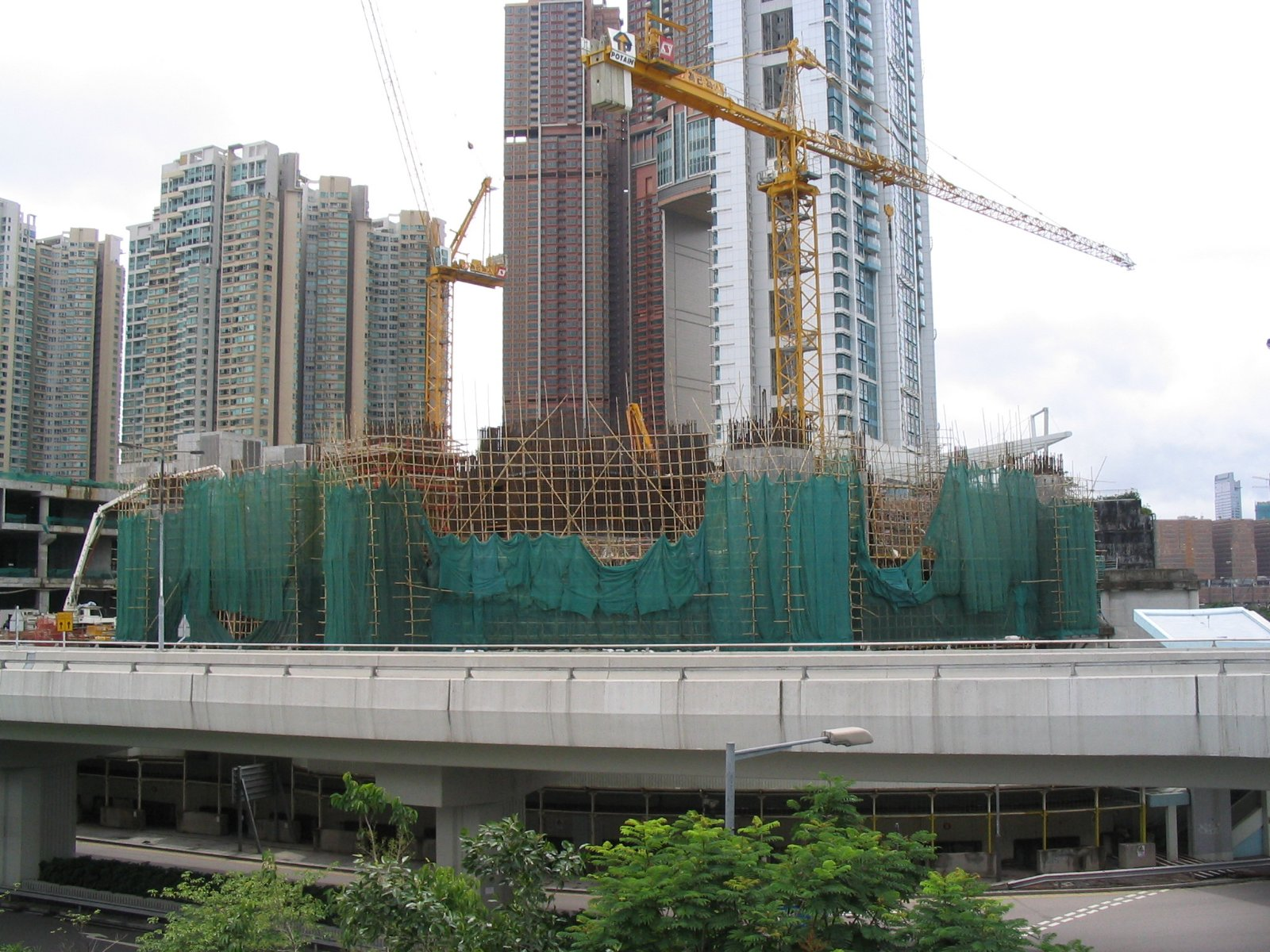
ICC under konstruktion, juli 2005
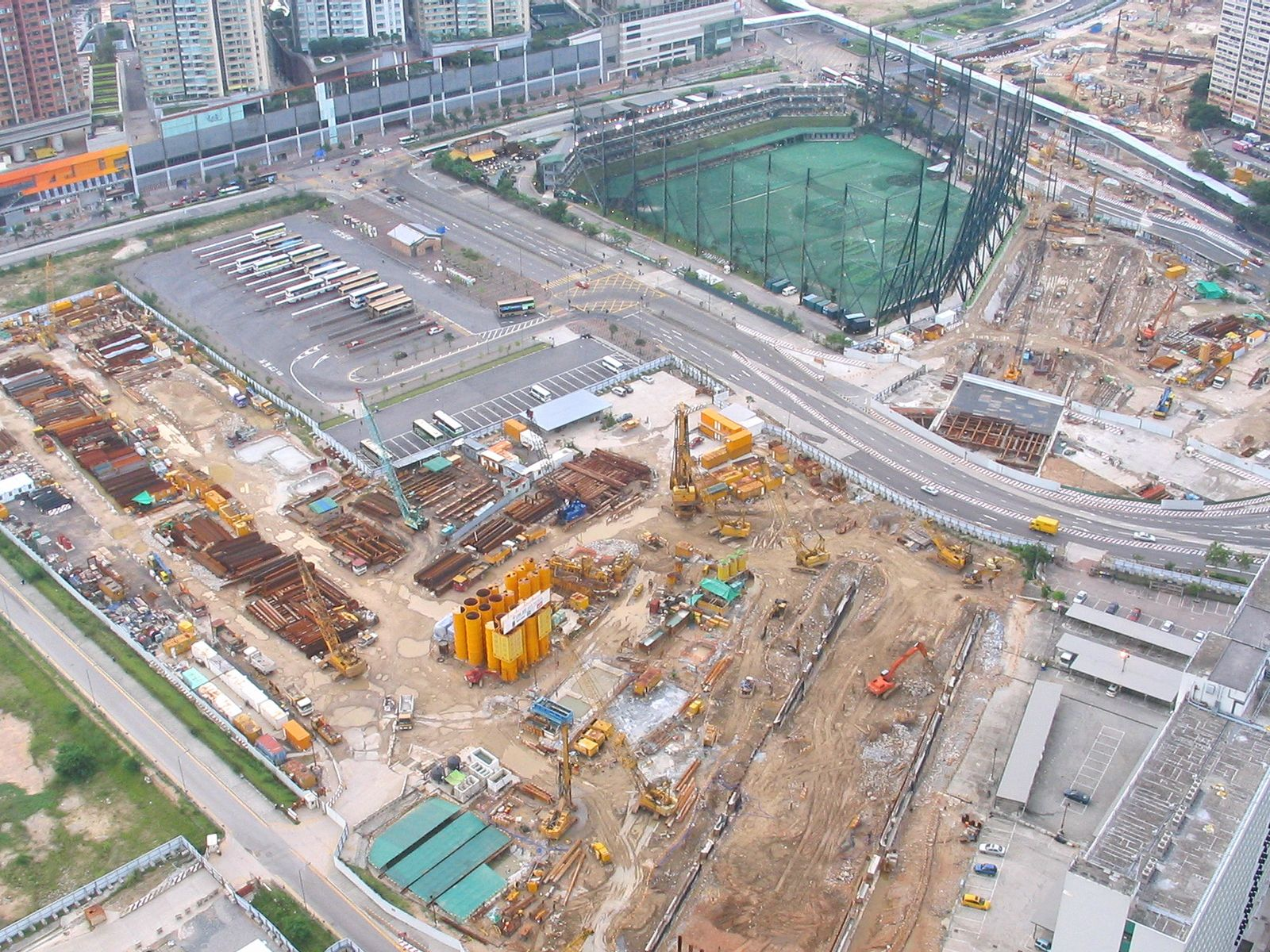
West Kowloon stations byggnadsplats i närheten av ICC, september 2006
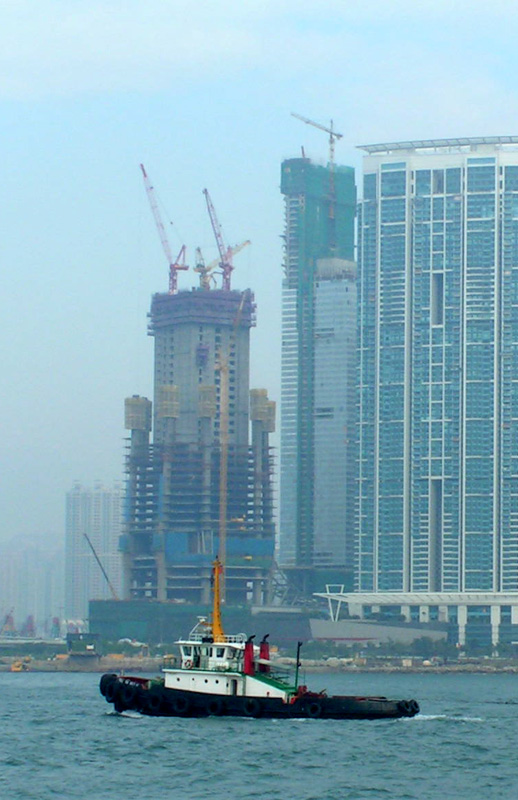
ICC under konstruktion, den 6 december 2006
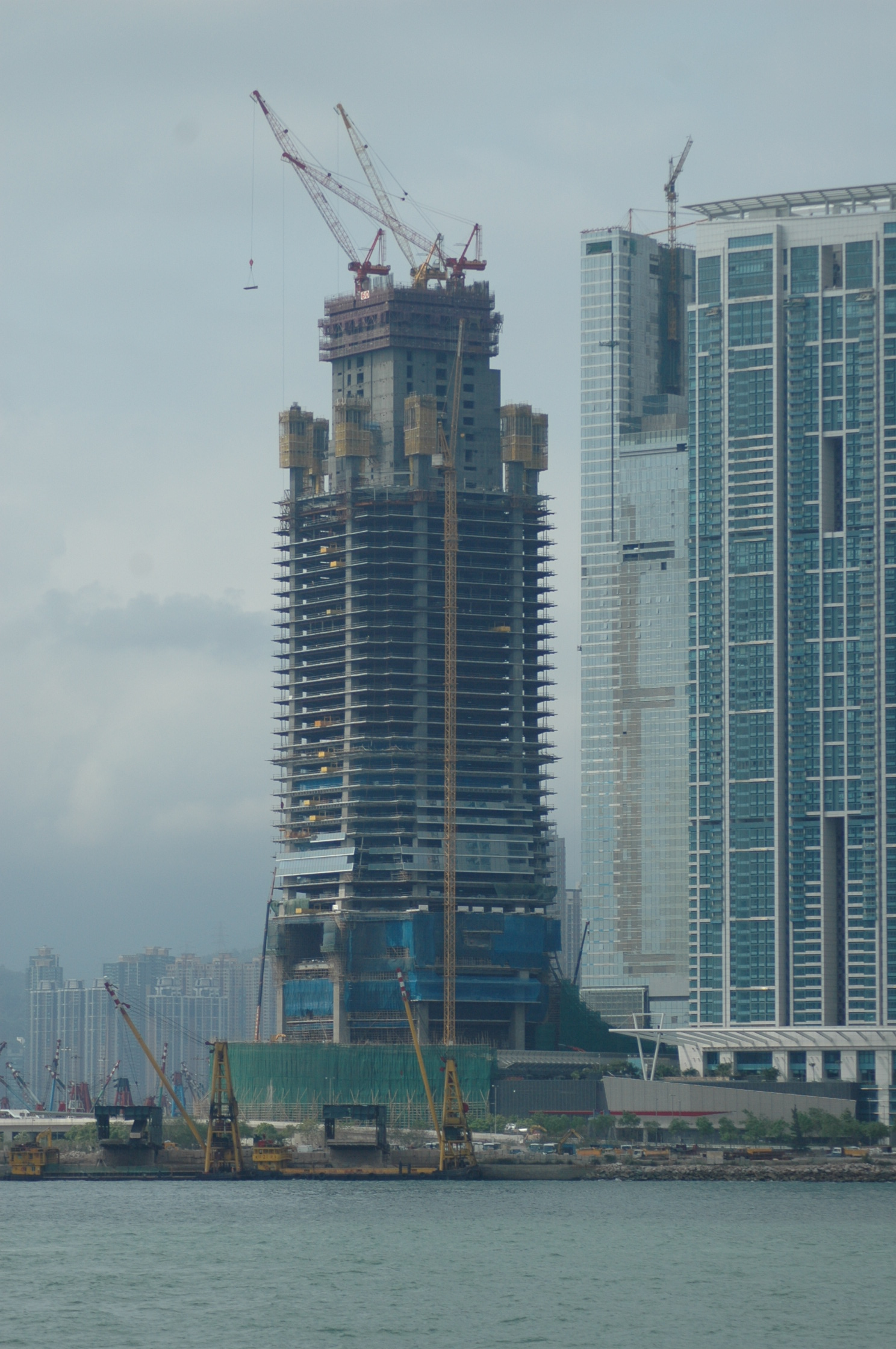
ICC under konstruktion, den 31 mars 2007
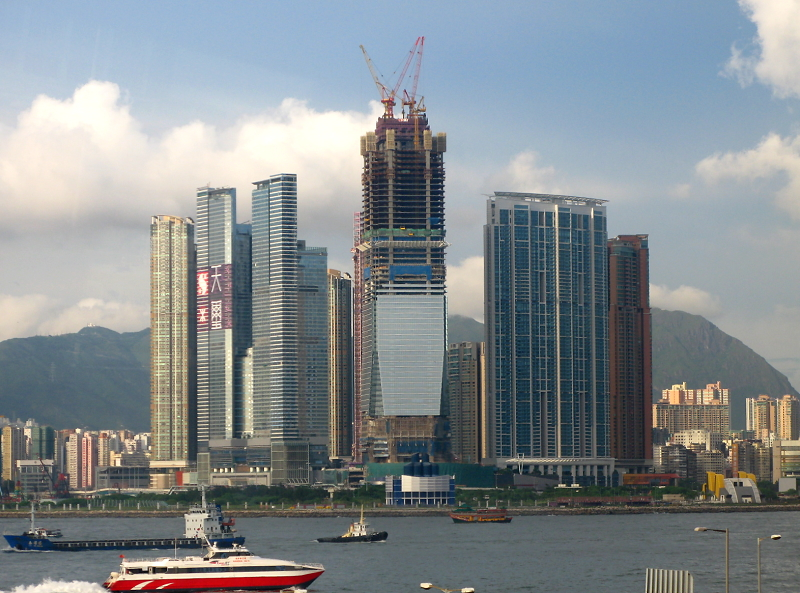
Vy över Union Squares byggnader, augusti 2007
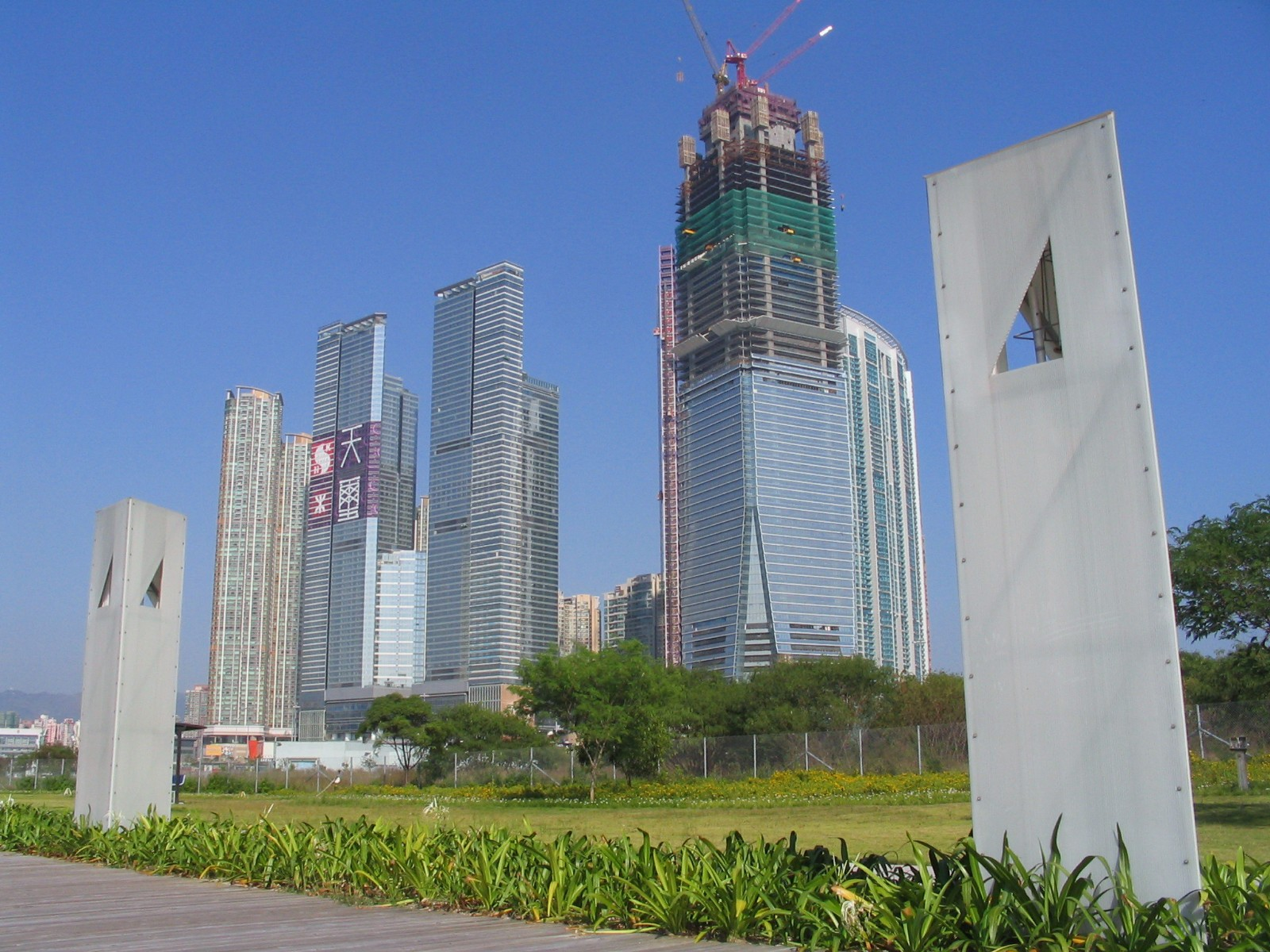
ICC sedd från West Kowloon Waterfront Promenade, oktober 2007
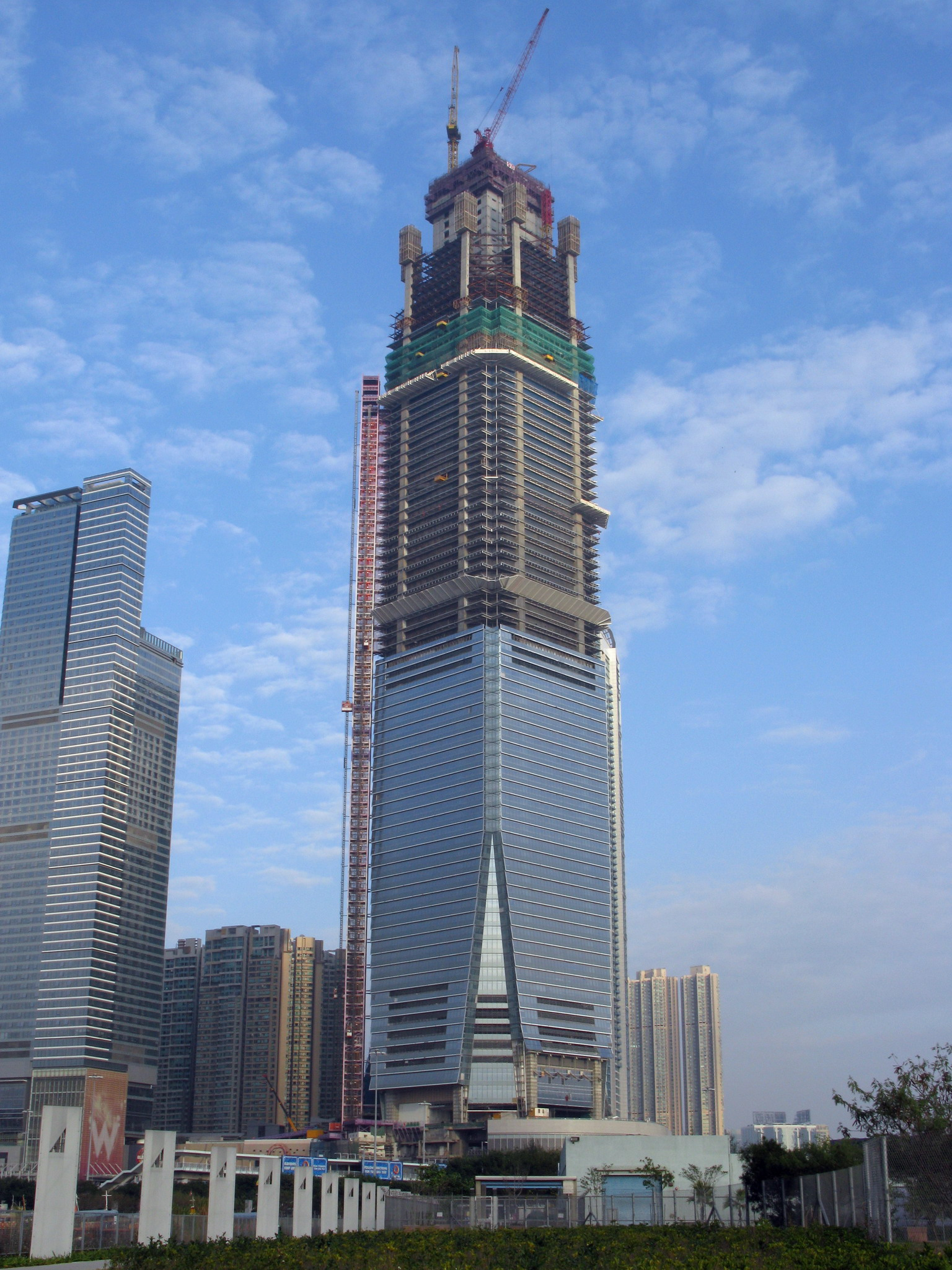
ICC under konstruktion, januari 2008
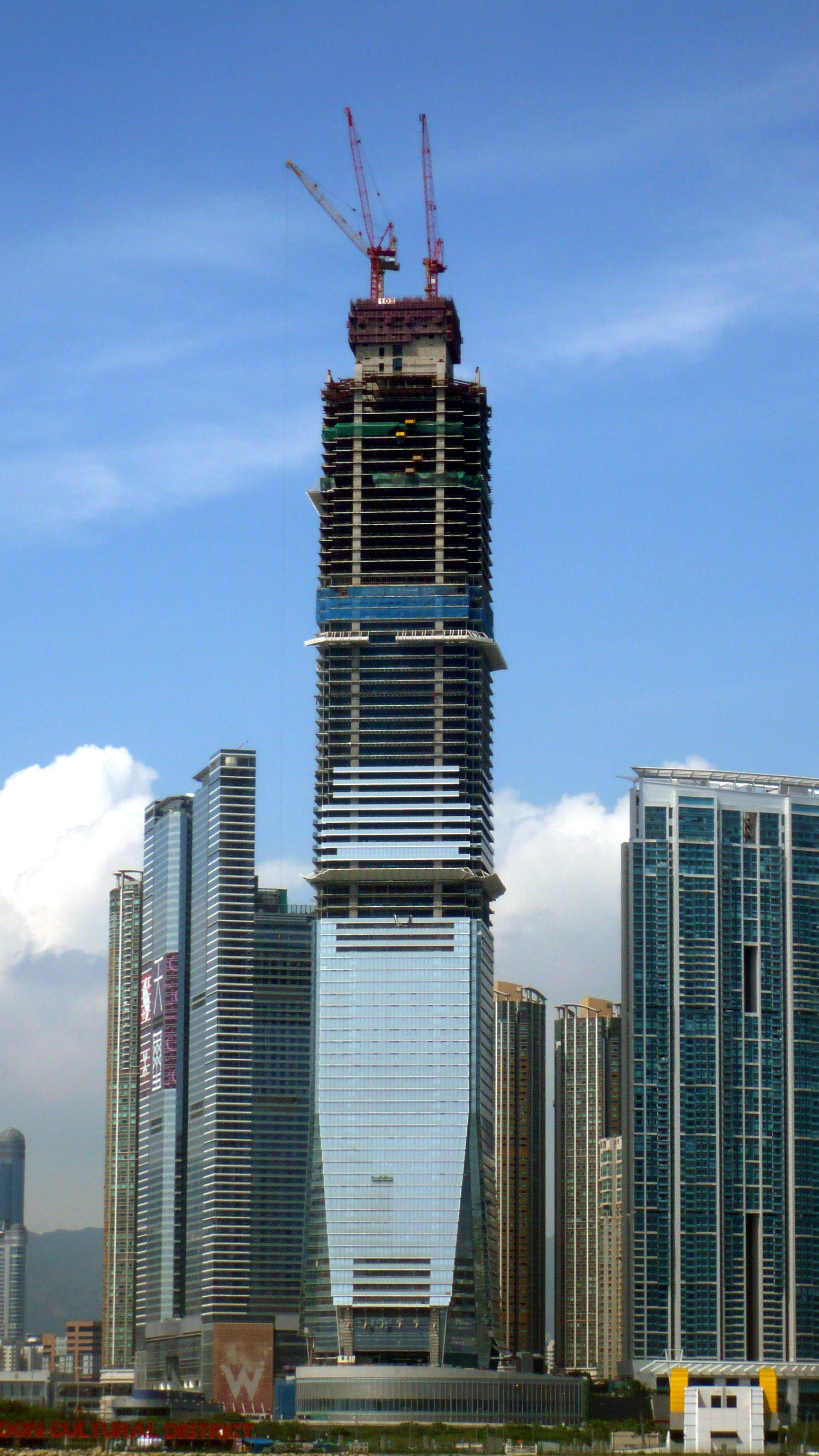
ICC under konstruktion, maj 2008
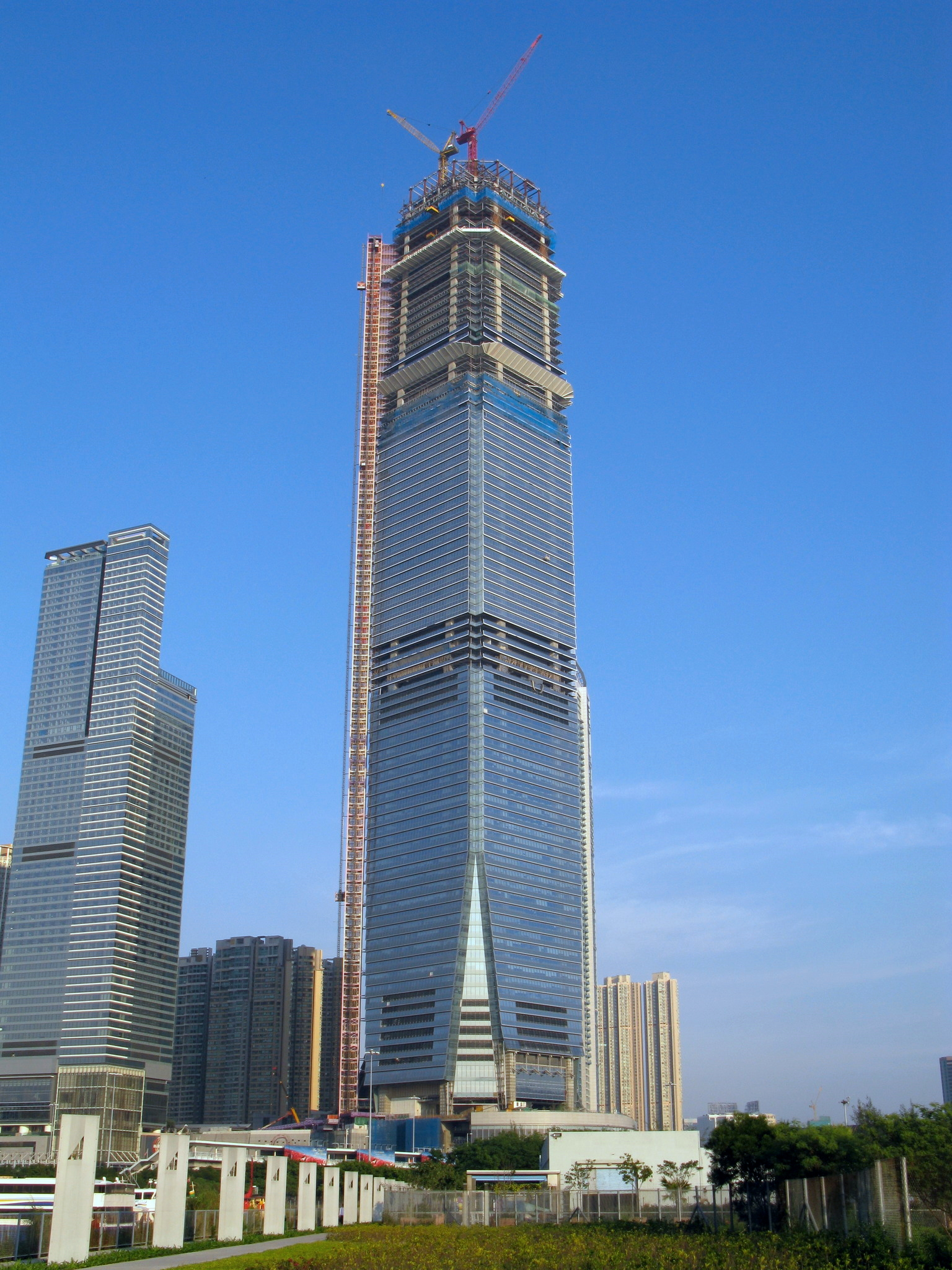
ICC under konstruktion, november 2008
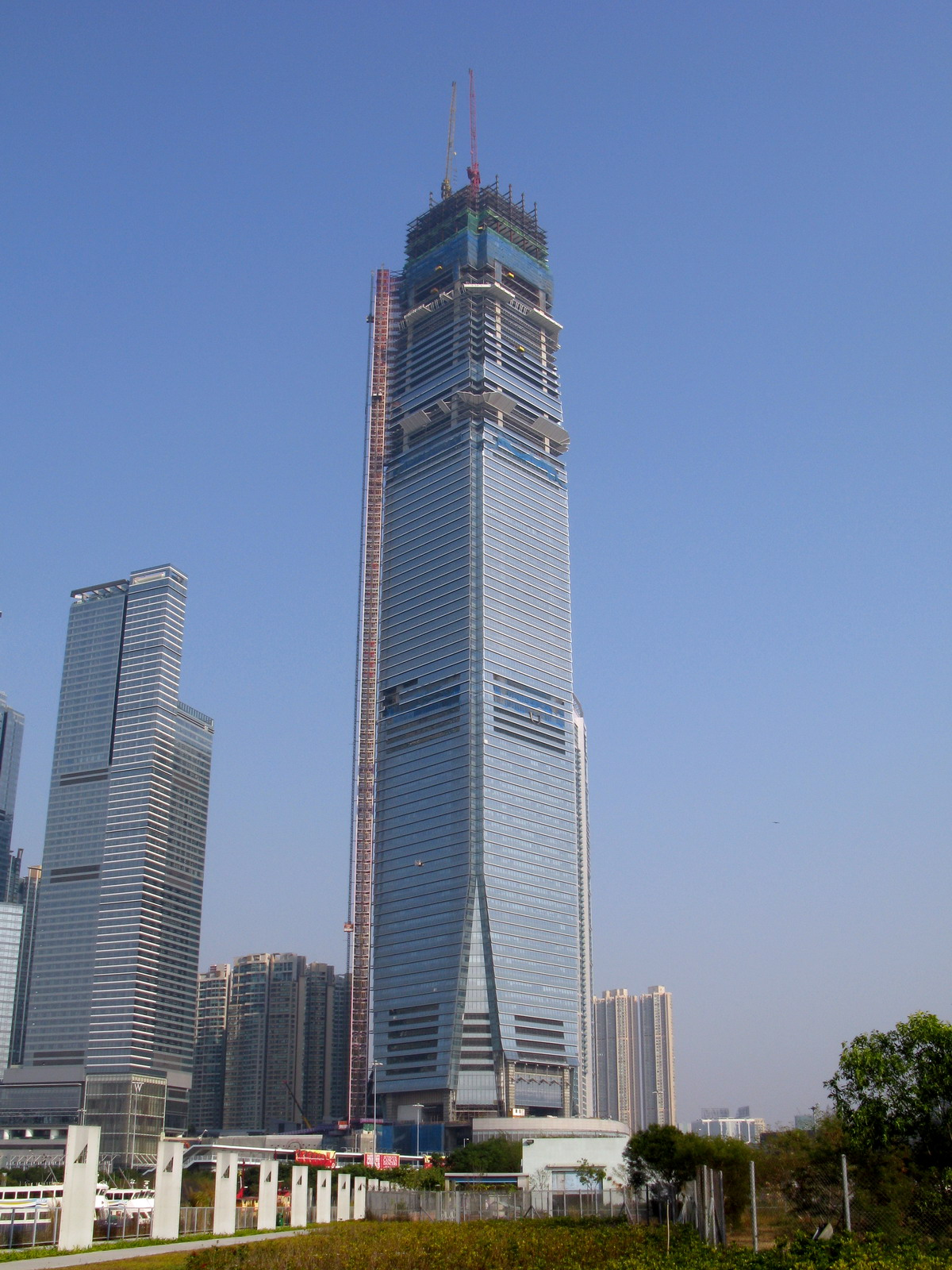
ICC under konstruktion, januari 2009
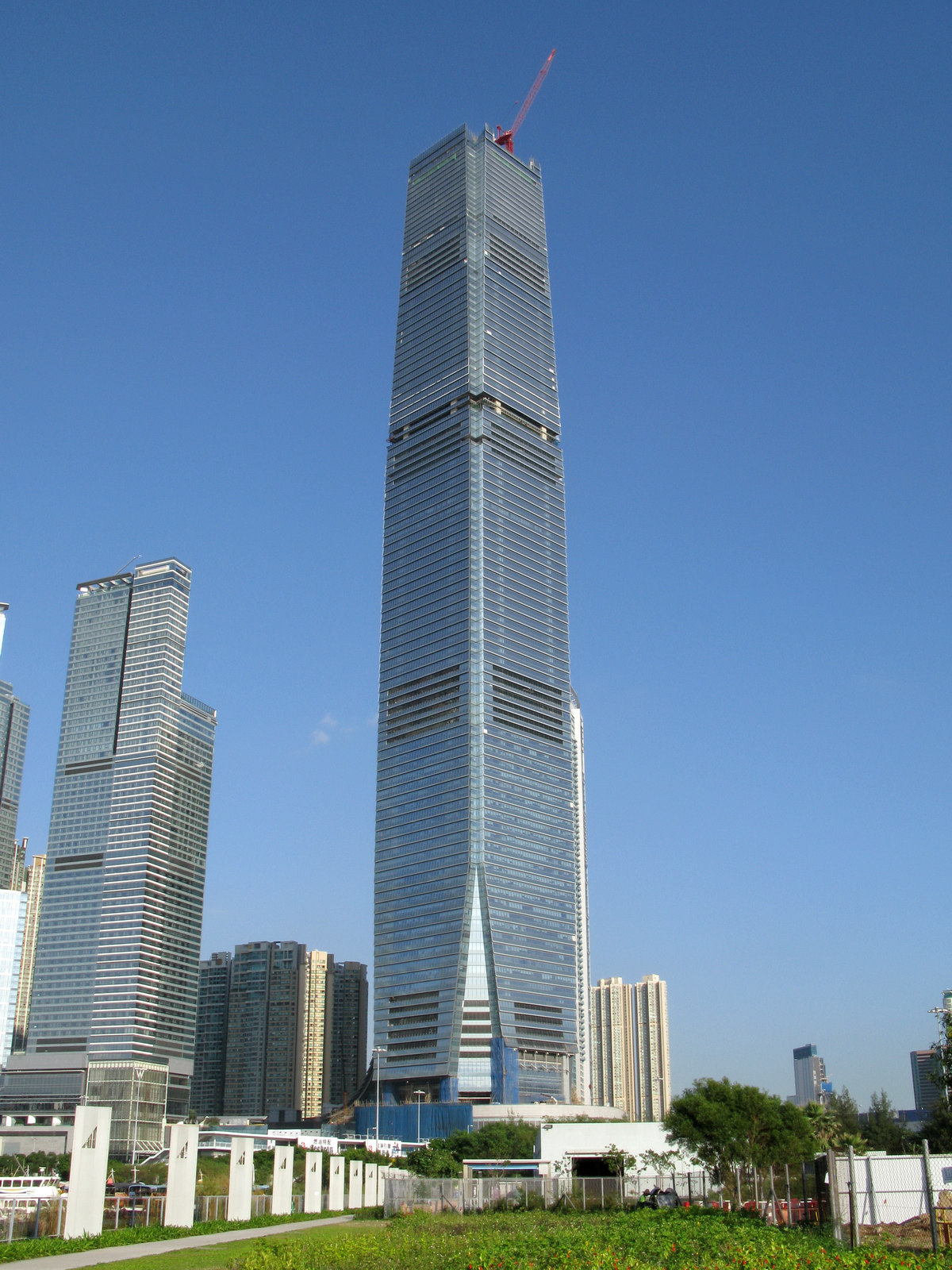
ICC under konstruktion, november 2009